# Arrondissement de Sarrebruck
L'arrondissement de Sarrebruck est une ancienne subdivision administrative française du département de la Sarre créée le 17 février 1800 et supprimée le 11 avril 1814.

## Composition
Il comprenait les cantons de Blieskastel, Lebach, Merzig, Ottweiler, Sarrebruck, Sankt Arnual et Waldmohr.

## Liens
« L'almanach impérial pour l'année 1810 - Chapitre X : Organisation administrative »